# Национални парк Моле
Национални парк Моле је највећи национални парк на простору Гане. Парк је стациониран на северозападном делу државе кроз саване на обалном екосистему, на надморској висини од 150 m, док се јужни делови парка налазе на вишим пределима. Улаз у парк налази се у оближњем граду Ларабанга. Реке Лови и Моле протичу кроз парк, а током дугих сушних сезона пресуше. У овој области годишње падне 1000 мм падавина. Рађена је дугогодишња студија на простору парка, како би се решио проблем ловаца на животиње на заштићеном подручју.

## Историја
Простор парка извојен је као резерват за дивље животиње 1958. године. Године 1971. пресељено је становништво из њега, а земљиште је проглашено националним парком. Парк није доживео значајан развој као туристичка дестинација од свог оснивања. Недовољно је финансиран, а постоји забринутост због сече шуме и лова, али се заштита ендемских врста антилопа побошљала од оснивања националног парка.
Парк представља важно истраживачко подручје, а о њему су рађене дугострајне студије, укључујући студију о популацији од 800 слонова, који храњењем оштећују флору парка. У парку слонови су угрозили велики број ендемских врста биљака као што су Butyrospermum paradoxum, Vitellaria paradoxa и мање угрожену врсту Terminalia. Од 2010. године, мед од дивљег цвећа из овог парка постао је бренд у региону. Узгајивачи сарађују са предузећем из Утаха, преко којих продају мед у Сједињеним Државама. Покретачи ове иницијативе за трговину медом надају се да ће посао проширити и на друге земље Африке.

## Флора
Врсте пописане у парку укључују Burkea africana, Isoberlinia doka и Terminalia macroptera. Траве савана имају мали број пописаних врста као што су K. nemoralis, Kyllinga echinata, Aneilema setiferum var. pallidiciliatum и две ендемске врсте које спадају у Asclepiadoideae породицу, врсте Gongronema obscurum и Raphionacme vignei.
Дрвеће:
- Adansonia digitata
- Afzelia africana
- Anogeissus leiocarpus
- Afraegle paniculata
- Burkea africana
- Butyrospermum paradoxum
- Cassia sieberana
- Celastrus senegalensis
- Combretum ghasalense
- Detarium microcarpum
- Grewia lasiodiscus
- Grewia mollis
- Lannea|Lannea acida
- Maytenus senegalensis
- Piliostigma thonningii
- Pterocarpus erinaceus
- Sterculia setigera
- Tamarindus indica
- Terminalia, укључујући врсту Terminalia avicennioides
- Ximenia american

Грмље:
- Diospyros mespiliformis
- Feretia apodanthera
- Flueggea virosa
- Tinnsea
- Urginea

Зелене биљке:
- Abutilon ramosum
- Aneilema umbrosum
- Atylosia scarabaeoides
- Blepharis maderaspatensis
- Desmodium velutinum
- Mariscus alternifolius
- Ruellia
- Sida urens
- Triumfetta pentandra
- Wissadula amplissima

Траве:
- Andropogon, укључујући врсту Andropogon gayanus var. squamulatus
- Brachiaria
- Loudetiopsis kerstingii
- Sporobolus pyramidalis
- Setaria barbata

## Фауна
У парку су пописане 93 врста сисара, а велики сисари парка укљчују врсте као што су слон, нилски коњ, водени биво и Phacochoerus. У парку су заштићене врсте коб антилопа, мочварна антилопа, коњска антилопа, хартбист, ориби, Tragelaphus sylvaticus, две врсте дујкера — оглибијев и жутолеђи дујкер. Маслинасти павијан, Colobus, Chlorocebus и патас су познате врста настањених мајмуна у парку. Пописано је 33 познате врсте гмизваца, укљчујући врсте као што су Crocodylus cataphractus и западноафрички патуљасти крокодил. Хијене, лавови и леопарди нису чести у парку, иако су га некада настањивали у великом броју.
Пописано је око 134 врста птица, укључујући Polemaetus bellicosus, лешинара палмовог ораха, афричку седларицу, чапље, ергета, Coracias abyssinicus, Musophaga violacea, сврачка и врсту Merops bulocki.

## Очување парка
Национални парк Моле, као и остали гански паркови слабо је заштићен од кријумчарења финансиран. Фауну парка чувају професионални ренџери, а ловци у окружењу парка ризикују да буду ухапшени. Ради очувања парка, сво његово становништво је исељено, остављајући потенцијалне ловце изван парка.

## Галерија
- Шума парка
- Поглед на парк
- Табла на улазу у парк
- Капија парка
- Смирај дана у парку